# Rue Baron-Le-Roy
Pour les articles homonymes, voir Baron.
La rue Baron-Le-Roy se trouve dans le quartier de Bercy du 12e arrondissement de Paris. 

## Situation et accès
La rue Baron-Le-Roy est une voie publique d'une longueur de 483 mètres, située dans le 12e arrondissement de Paris du quartier de Bercy, qui commence au 4, place Lachambeaudie et donne sur l'avenue des Terroirs-de-France.
La rue est desservie par la ligne 14 à la station Cour Saint-Émilion. En 2012, un arrêt de la ligne 3a du tramway d'Île-de-France, appelé Baron Le Roy, a été mis en service boulevard Poniatowski. Le prolongement de la rue jusqu'au boulevard Poniatowski et au-delà jusqu'à Charenton est envisagé depuis 2008 dans le cadre du projet d'aménagement urbain Bercy-Charenton. Cependant, en 2023, cette station n'est accessible au départ de la rue que par un passage piétonnier au travers des anciennes installations de la gare de la Rapée.

## Origine du nom
La rue doit son nom à Pierre Le Roy de Boiseaumarié (1890-1967), créateur du système français des appellations d'origine contrôlée (AOC).
Le mot « baron » étant un titre et non une partie du patronyme, cette rue aurait dû porter le nom de « rue du Baron-Le-Roy ».

## Historique
La voie est créée dans le cadre aménagement de la ZAC de Bercy après la suppression des entrepôts de Bercy sous le nom provisoire de « voie BN/12 », en englobant la rue Neuve-de-la-Garonne, et prend sa dénomination actuelle par arrêté municipal du 11 février 1993.

## Bâtiments remarquables et lieux de mémoire
- Église Notre-Dame-de-la-Nativité de Bercy.
- Caserne Nativité de la 1re compagnie du 2e groupement d'incendie des sapeurs-pompiers de Paris.
- Immeuble Lumière (anciennement immeuble Zeus).
- Au no 54 commence la rue de Thorins et au no 62 la rue des Mâconnais, voies privées.